# カンカン2遺跡
カンカン2遺跡（かんかんにいせき）は、北海道沙流郡平取町二風谷231辺りに所在している縄文時代から擦文時代にかけての遺跡。

## 概要
縄文土器から、鉄器や青銅器まで出土している。
火山灰の質が白頭山-苫小牧火山灰の存在より、周溝盛土遺構なる溝が、10世紀から11世紀ごろにかけて掘られたものとみられている。鉄器に関しては、奈良時代に作られたと見られる刀が出土している。青銅製のお椀も出土している。
出土品の一部は、沙流川歴史館に展示されている。

## 所在地
- 北海道沙流郡平取町二風谷231